# Nidwalden kanton
Nidwalden Svájc egyik kantonja. Az ország közepén helyezkedik el, fővárosa Stans. Lakossága 2013-ban 41 888 volt; döntő többségük anyanyelve a német.

## Története
A kanton területén talált legkorábbi emberi település az újkőkorból származik és kb. 6 ezeréves. Ugyanitt (Stansstadban) késő bronzkori (3400-3100 éves) leleteket is találtak; hasonlóak ismertek Hergiswilből és Ennetmoosból. Stansban a La Tène-kultúrából származó (kelta), i. e. 500–100 körül meghalt tízéves lány sírját ásták ki a régészek.
A római hódítás előtt Nidwaldent kelta gallok lakták, akik a Birodalomba kerülésük után hamar romanizálódtak. A helybeli városok, folyók és hegyek nevében sokhelyütt felismerhető a gall eredet. A 8. századra germán alemannok települtek a völgyekbe és elkeveredtek a helyi lakossággal. Ugyanekkor épült Stansban a római katolikus templom, feltehetően egy tehetős alemann család támogatásával. Ez a templom a 10. századig maradt meg, akkor funkcióját egy buochsi épület vette át.
A kanton területén kezdetben több nemesi család és kolostor osztozott, de a 13. század végére a földbirtokosok száma háromra csökkent: a Habsburg-családra és a murbachi és engelbergi kolostorokra. 1291-ben Habsburg Rudolf megvásárolta a murbachi apátság obwaldeni földjeit. A Habsburgok túlnyomó hatalma ellen a nidwaldeniek (akik Obwaldennel együtt Unterwalden kantonba tömörültek) szövetkeztek Uri és Schwyz kantonok polgáraival és létrehozták a mai Svájc elődjeként számon tartott Ósvájci Konföderációt.

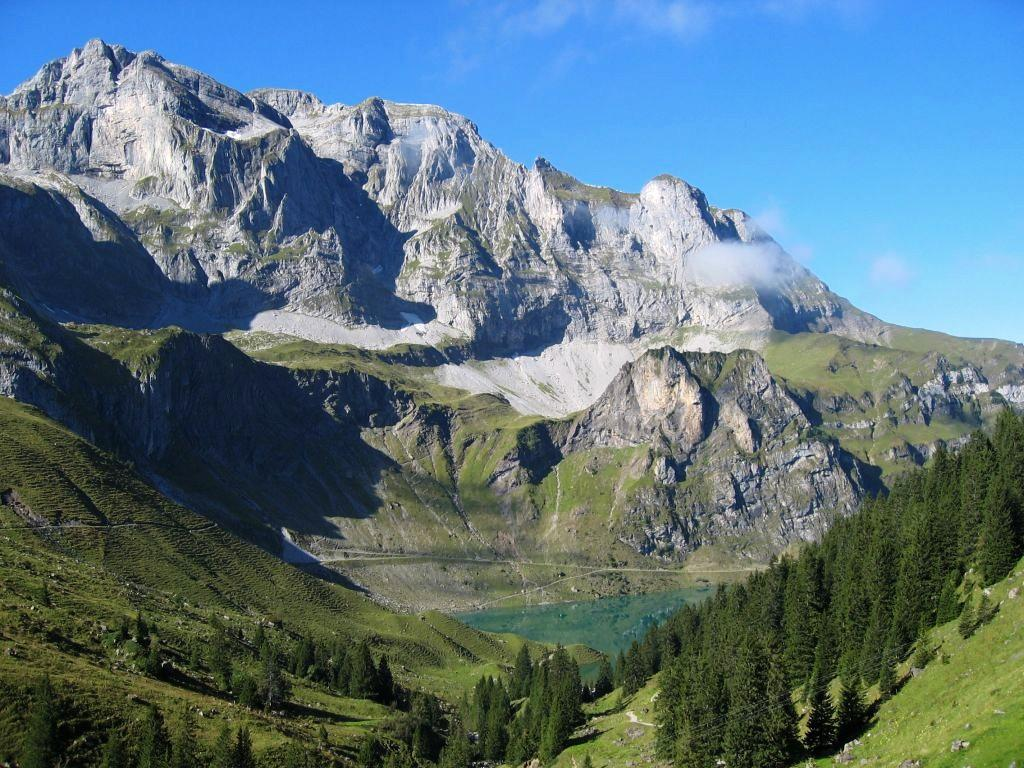
A Bannalpsee

A 14. század végén jöttek létre a kantoni közigazgatás olyan kellékei, mint az intézményesített népgyűlések és a bíróságok. Unterwaldenen belül Nidwalden valamennyire mindig megtartotta önállóságát; például Obwalden nélkül vett részt Bellinzona, Riviera és Blenio (a mai Ticino kantonban) meghódításában. A 15. század végén és a 16. század elején sok nidwaldeni zsoldosként harcolt az európai háborúkban, utána pedig külföldön (például Elzászban) települtek le, így vezetve le a népességfölösleget.
1798-ban a forradalmi francia csapatok megszállták Svájcot és létrehozták a Helvét Köztársaságot. Az önkormányzathoz szokott nidwaldeniek nehezen viselték a központosított államot, amely ellen fel is lázadtak. A francia csapatok 1798. szeptember 9-én támadtak Nidwaldenre és a felkelés leverésének legalább 400 helybeli áldozata volt. Napóleon hatalmának 1814-es megdöntése után az általa hozott változások többségét visszavonták. Nidwalden 1877-ben fogadta el a saját alkotmányát. 1997-ben megszüntették a nyílt népgyűlés (Landsgemeinde) intézményét.

## Földrajza
Nidwalden Svájc közepén fekszik. Északon Luzern és Schwyz kantonokkal (a Vierwaldstätter-tavon keresztül), nyugaton (és az engelbergi enklávé miatt keleten is) Obwalden, délen Bern, keleten pedig Uri kantonokkal határos. A kanton területe 276.1 km², melyből 40%-ot tesznek ki a települések és a mezőgazdaságilag hasznosított területek. Nidwalden egyharmadát erdők borítják, a maradék részen pedig magashegyek és gleccserek feküsznek.

## Közigazgatás

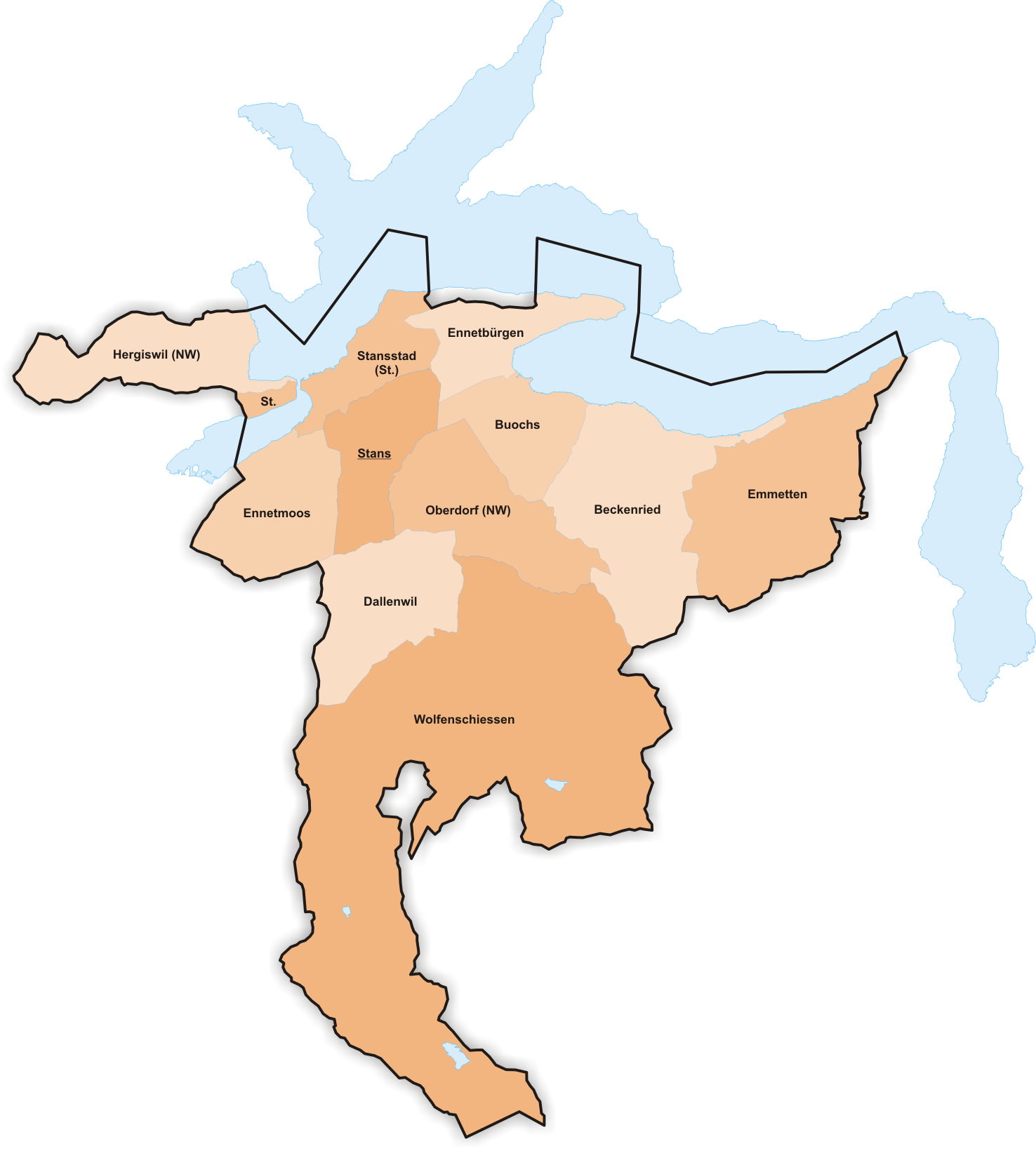
Nidwalden önkormányzatai

A kanton parlamentjében hatvan képviselő foglal helyet, míg a kormányzótanács (Regierungsrat) hét tagból áll. Bár egyéb jogai és kötelességei szerint Nidwalden teljes kantonként szerepel, történelmi okokból a szövetségi felsőházba, az Államtanácsba csak a félkantonok szerinti egy képviselőt küldheti.
A kis területű kantonban nincsenek kerületek és önkormányzatból (községből) tizenegy található: Beckenried, Buochs, Dallenwil, Emmetten, Ennetbürgen, Ennetmoos, Hergiswil, Oberdorf, Stans, Stansstad és Wolfenschiessen.
Nidwalden székhelye Stans.

## Népesség
A 2013. decemberi állapotok szerint Nidwaldennek 41 888 lakosa volt, melyből 4046, azaz kb. 10% volt külföldi állampolgár. A lakosok 50,9%-a volt férfi, 49,1%-a pedig nő. 2000-ben a nidwaldeniek 75,6%-a a római katolikus, míg 11,9%-a a az evangélikus vallást követte. A lakosok 92,5%-ának német az anyanyelve, 1,4%-nak olasz, míg 1,2%-nak szerbhorvát.

## Gazdaság
Bár a 19. század közepén megindult az ipar, kereskedelem és turizmus fejlődése, Nidwalden gazdaságát a 20. század közepéig a mezőgazdaság dominálta, elsősorban Észak-Itáliába exportáltak szarvasmarhákat és sajtot. Ma a kis- és közepes vállalkozások jellemzik a kanton gazdasági életét. A legnagyobb foglalkoztató a Pilatus repülőgépgyártó, de számos vállalat termel gépeket, orvosi felszereléseket, optikai és elektronikai termékeket is. Továbbra is jelentős a mezőgazdaság (ezen belül a szarvasmarhatenyésztés és tejfeldolgozás) és az erdészet. A farmok döntően ma is családi tulajdonban vannak.
A kanton tavai és hegyei sok turistát vonzanak; nyáron túrázókat, télen síelőket. A fontosabb síterepek Klewenalp, Stanserhorn, Bannalp és Bürgenstock. Újabban sokan telepednek le a kantonban az alacsony adók és szép tájak miatt, valamint azért, mert olyan fontos gazdasági központok között fekszik, mint Zürich és Milánó.

## Fordítás
- Ez a szócikk részben vagy egészben  a   Nidwalden című angol Wikipédia-szócikk ezen változatának fordításán alapul.  Az eredeti cikk szerkesztőit annak laptörténete sorolja fel. Ez a jelzés csupán a megfogalmazás eredetét és a szerzői jogokat jelzi, nem szolgál a cikkben szereplő információk forrásmegjelöléseként.